# (3279) Solon
(3279) Solon – planetoida z pasa głównego asteroid okrążająca Słońce w ciągu 3 lat i 99 dni w średniej odległości 2,2 j.a. Została odkryta 17 października 1960 roku w programie Palomar-Leiden-Survey przez Cornelisa van Houtena, Ingrid van Houten i Toma Gehrelsa. Nazwa planetoidy pochodzi Solona (ok. 635 – ok. 560 p.n.e.) od ateńskiego męża stanu, poety i prawodawcy. Przed nadaniem nazwy planetoida nosiła oznaczenie tymczasowe (3279) 9103 P-L.